# Wintrange
Wintrange är en ort i Luxemburg.   Den ligger i distriktet Grevenmacher, i den södra delen av landet, 20 kilometer sydost om huvudstaden Luxemburg. Wintrange ligger 151 meter över havet och antalet invånare är 384.
Terrängen runt Wintrange är platt västerut, men österut är den kuperad. Wintrange ligger nere i en dal.  Närmaste större samhälle är Dudelange, 19,3 kilometer väster om Wintrange. 
Trakten runt Wintrange består till största delen av jordbruksmark. Runt Wintrange är det ganska glesbefolkat, med 30 invånare per kvadratkilometer.